# 愛知県警察

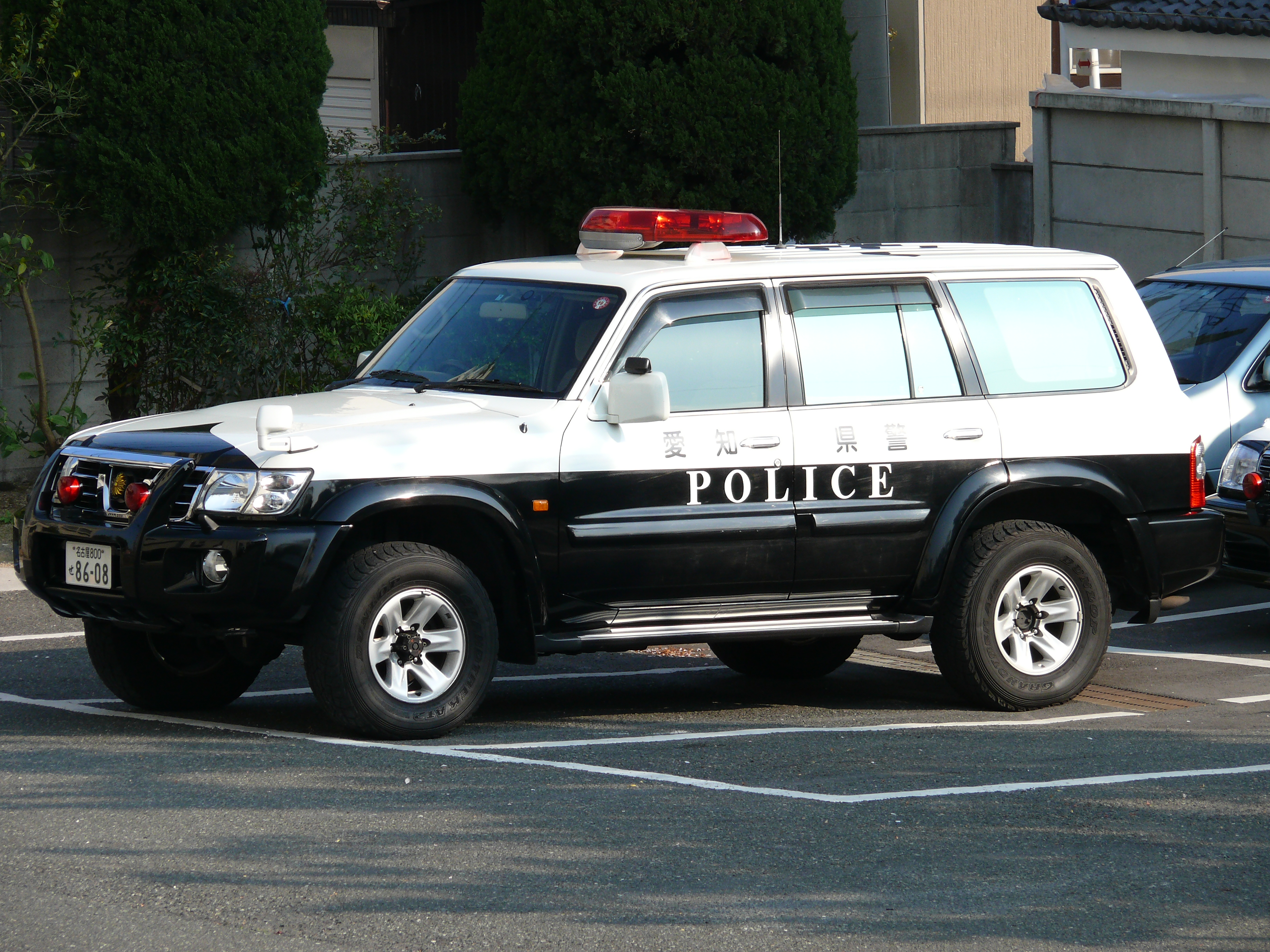
サファリパトカー（愛知県警自動車警ら隊）

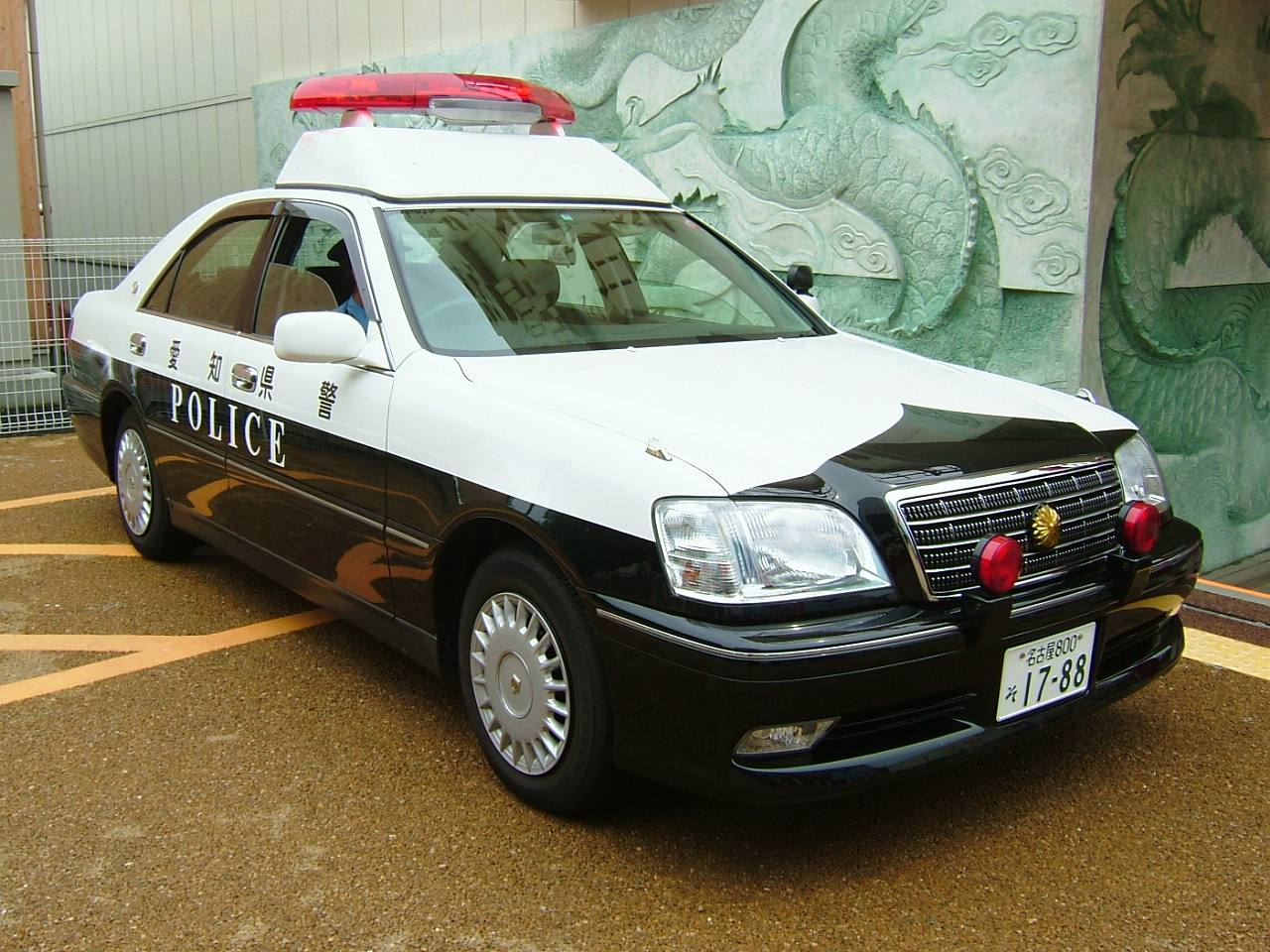
愛知県警のパトカー

愛知県警察（あいちけんけいさつ、Aichi Prefectural Police）は、警察法第36条により愛知県に置かれた警察組織。警察法第38条により愛知県公安委員会の管理を受ける。給与支払者は愛知県知事。中部管区警察局管内に所在し、愛知県警と略す。
マスコットは「コノハけいぶ」（県鳥「コノハズク（声のブッポウソウ としても知られている）」にちなむ）。

## 沿革
- 1954年（昭和29年）7月1日 - 新警察法施行に伴い、国家地方警察愛知県本部と名古屋市警察を除く自治体警察が統合し愛知県警察が発足。
- 1955年（昭和30年）7月1日 - 名古屋市警察を統合。名古屋市警察部を新設。

## 組織[1]

### 総務部

#### 総務課
- 庶務係、企画係、調査係、文書係、逓送係、秘書係
- 公安委員会室 - 公安委員会係
- 取調べ監督室 - 取調べ監督係

#### 情報管理課
- 情報企画係、IT推進係、システム(第一係～第三係)、整備管理係
- 情報セキュリティ対策室 - 指導教養係
- 照会センター - 照会係

#### 広報課
- 管理運用係、広報企画係、報道係
- 音楽隊

#### 留置管理課
- 留置企画係、留置(第一係・第二係)
- 留置管理指導室 - 支援指導係、指導(第一係・第二係)
- 護送管理室 - 護送企画係、護送(第一係・第二係)

#### 施設課
- 企画係、営繕係、財産係
- 施設管理室

#### 会計課
- 企画係、調度係、出納係
- 監査室 - 監査(第一係～第四係)

#### 装備課
- 装備企画係、装備(第一係～第三係)
- 自動車整備工場 - 管理係、検査係、整備係

#### 聴聞官室
- 聴聞係

### 警務部

#### 警務課
- 庶務係、人事(第一係～第四係)、給与(第一係～第三係)
- 総合企画室 - 組織定数係、企画(第一係・第二係)、公文書審査係
- 採用センター - 採用(第一係・第二係)

#### 住民サービス課
- 企画・指導係、相談係
- 犯罪被害者支援室 - 支援係、犯罪被害給付係

#### 教養課
- 教養企画係、一般職員教養係、若手育成係、機関誌編集係
- 術科指導室 - 術科企画係、柔道係、剣道係、逮捕術係、体育拳銃係
- 国際警察センター - 国際企画係、国際教養係、通訳係

#### 厚生課
- 厚生企画係、生活相談係、福利厚生係、共済(第一係・第二係)
- 健康安全管理室 - 管理運用係、健康管理係、安全管理係

#### 監察官室
- 監察企画係、表彰係、監察懲戒係、訟務係

### 生活安全部

#### 生活安全総務課
- 庶務係、企画係、指導教養係、警備業係
- 地域安全対策室 - 情勢分析係、防犯情報係、防犯対策(第一係・第二係)

#### 人身安全対策課[注 1]
- 庶務係、人身安全企画係、人身安全指導係、人身安全対処係、行方不明・保護係、ストーカー・DV対策係

#### 生活安全特別捜査課
- 庶務係、企画係、予防対策係、痴漢対処支援係、先制予防係、特別捜査係

#### 少年課
- 庶務係、少年企画係、情報係、少年事件(第一係・第二係)、福祉(第一係・第二係)
- 少年サポートセンター - 少年サポート係、児童虐待対策(第一係・第二係)

#### 保安課
- 庶務係、企画係、営業係、行政処分係、銃砲危険物係
- 風俗環境浄化対策室 - 指導情報係、風紀係、歓楽街浄化対策係

#### 生活経済課
- 庶務係、指導情報係、対策係、経済(第一係～第三係)、環境係

#### サイバー局

##### サイバー犯罪対策課
- 庶務係、企画係、対策(第一係・第二係)、捜査支援係
- 高度サイバー犯罪捜査室 - 脅威情勢対処係、取締(第一係～第四係)

##### 情報技術戦略課
- 庶務係、戦略企画係、研修係、解析係、技術指導係、調査研究係

### 地域部

#### 地域総務課
- 庶務係、企画係
- 地域指導室 - 指導(第一係～第四係)

#### 通信指令課
- 指導企画係、指令システム係、通信管理係
- 通信指令室

#### 自動車警ら隊（名古屋市北区）
- 本隊（名古屋市北区）
- 名東分駐所
- 名南分駐所（東海市）
- 尾張分駐所
- 西三河分駐所
- 東三河分駐所

#### 鉄道警察隊
- 本隊（名古屋市中村区）
- 豊橋分駐所（豊橋市）

### 刑事部

#### 刑事総務課
- 庶務係、企画係、統計共助係、追跡捜査係
- 捜査指導室 - 指導(第一係～第三係)、刑事法令係

#### 情報分析捜査課
- 庶務係、企画係、分析捜査係、映像解析係、情報分析係、手口係、情報資料係

#### 捜査第一課
- 庶務係、事件情報係、強行(第一係～第四係)、人身安全対処初動指揮係、特命捜査係
- 特殊犯罪捜査室 - 特殊(第一係～第五係)
- 性犯・広域捜査室 - 性犯捜査指導係、性犯・広域捜査(第一係・第二係)
- 検視官室 - 検視指導係、検視(第一係～第三係)

#### 捜査第二課
- 庶務係、指導企画係、財務捜査係、知能(第一係～第五係)、経済特捜(第一係・第二係)

#### 捜査第三課
- 庶務係、指導企画係、窃盗インフラ対策係、盗犯(第一係～第四係)
- 組織窃盗捜査室 - 組織窃盗捜査(第一係～第三係)、組織自動車盗対策(第一係・第二係)

#### 鑑識課
- 庶務係、指導企画係、機動鑑識係、警察犬係、指紋係、足痕跡係、写真係

#### 機動捜査隊
- 名古屋中隊
  - 本隊（名古屋市北区）
  - 中川分駐所（名古屋市中川区）
  - 南分駐所（名古屋市南区）
  - 春日井分駐所（春日井市）
  - 一宮分駐所（一宮市）
  - 東海分駐所（東海市）
- 三河中隊
  - 岡崎分駐所（岡崎市）
  - 豊田分駐所（豊田市）
  - 豊橋分駐所（豊橋市）

#### 科学捜査研究所
- 庶務企画係、DNA指導係
- 法医鑑定室
- 化学鑑定室
- 物理鑑定室
- 文書心理鑑定室

#### 組織犯罪対策局

##### 組織犯罪対策課
- 庶務係、指導企画係、支援係、指定資料係、情報(第一係～第三係)、犯罪収益対策係

##### 捜査第四課
- 庶務係、指導企画係、暴力組織情報係、暴力(第一係～第三係)
- 弘道会特別対策室 - 弘道会特別対策(第一係～第六係)
- 暴力団対策室 - 暴力団対策(第一係～第三係)、企業対象暴力係

##### 薬物銃器対策課
- 庶務係、指導企画情報係、水際対策係、組織薬物対策係、組織銃器対策係、薬銃(第一係～第四係)

##### 組織犯罪特別捜査課
- 庶務係、指導企画係、特殊詐欺対策係、特殊詐欺遊撃係、SNS型詐欺対策係、連合捜査(第一係～第四係)、事件(第一係～第三係)、組織対策(第一係～第三係)

##### 国際捜査課
- 庶務係、指導企画係、国際事件(第一係～第三係)
- 国際犯罪情報対策室 - 国際捜査共助係、情報係、国際捜査情報センター、組織対策(第一係・第二係)

### 交通部

#### 交通総務課
- 庶務係、企画係、交通教養係
- 交通事故対策室 - 戦略指導係、統計係、指導教育係、小型モビリティ対策係

#### 交通指導課
- 庶務係、指導企画係、取締管理係、駐車係、速度抑制係
- 交通反則通告センター - 反則センター(第一係～第三係)、取締機器管理係
  - 名古屋交通反則通告センター（名古屋市南区阿原町）
  - 一宮交通反則通告センター（一宮市本町）
  - 岡崎交通反則通告センター（岡崎市明大寺町）
  - 豊橋交通反則通告センター（豊橋市八町通）
- 放置駐車対策センター - 運用係、納付命令係、調査係、滞納処分係

#### 交通捜査課
- 庶務係、捜査企画係、捜査指導係、交通鑑識係、情報支援係、交通捜査係、交通特命捜査係、交通特殊事件捜査係

#### 交通規制課
- 庶務係、規制企画係、規制予算係、規制協議係、道路使用係
- インフラ長寿命化対策推進室 - インフラ長寿命化係、施設管理係
- 交通管制センター - 管制実施係、管制信号係

#### 運転免許課
- 庶務係、免許企画係、臨時適性検査係、運転者講習係、指定教習所係
- 運転者管理室 - 審査係、登録係、執行係、聴聞係、拒否保留係
- 高齢運転者サポートセンター - 会計係、運用企画係、検査実施係、講習実施係

#### 運転免許試験場（名古屋市天白区）
- 庶務係、会計係、免許管理係、情報管理係、学科試験係、外国免許切替審査係、技能試験係、安全運転相談係

#### 東三河運転免許センター（豊川市）
- 会計係、免許管理係、学科試験係、技能試験係

#### 第一交通機動隊（名古屋市北区）
- 名北中隊
- 名南中隊

#### 第二交通機動隊（岡崎市）
- 三河中隊

#### 高速道路交通警察隊
- 名古屋東分駐隊（名古屋市名東区）
- 名古屋西分駐隊（名古屋市北区）
- 半田分駐隊（半田市）
- 岡崎分駐隊（岡崎市）
- 豊田分駐隊（豊田市）

### 警備部

#### 警備総務課
- 庶務係、企画係、第一係、第二係、事件指導係、事件係
- サイバー攻撃対策隊 - サイバー攻撃対策係

#### 公安第一課
- 庶務係、第一係～第四係
- 警備情報分析室 - 情報分析(第一係～第三係)

#### 公安第二課
- 庶務係、第一係～第四係

#### 公安第三課
- 庶務係、第一係～第四係

#### 警備第一課
- 庶務係、企画係、総務(第一係・第二係)、実施(第一係～第四係)、指導係、交通対策(第一係～第五係)
- 警衛警護室 - 警衛警護(第一係～第六係)

#### 警備第二課
- 庶務係、災害対策(第一係～第三係)、危機管理対策係
- 警察航空隊

#### 外事課
- 庶務係、第一係～第五係、事件(第一係・第二係)
- 経済安全保障室 - 経済安全保障(第一係・第二係)
- 国際テロ対策室 - 国際テロ(第一係～第四係)

#### 機動隊（小牧市）
- 第一中隊
- 第二中隊
- 第三中隊

### 名古屋市警察部

#### 企画調整課
- 庶務係、企画調整係

## データ
- 2022年4月1日現在。
  - 警察署数 - 45
  - 交番数 - 384
  - 駐在所数 - 152
  - 警察官数 - 13,554人
  - 一般職員 - 958人
  - パトカー - 803（白黒）
  - 白バイ - 252台
  - 警備艇 - 7隻
    - 愛1 あいち 港 23m型 2003-
    - 愛2 とこなめ 常滑 17m型
    - 愛3 ちた 半田 12m型
    - 愛5 にっこう 港 12m型
    - 愛6 いらこ 豊橋 12m型
    - 愛7 ちたちどり 港 8m型
    - 愛8 あおい 港 8m型
    - (退役) 愛2 なごや 常滑

  - ヘリコプター - 4機
  - 直轄警察犬頭数 - 10頭

## 警察署
警察署数は45。近年では名古屋空港警察署の廃止と中部空港警察署の新設で1増1減、名古屋水上警察署の港警察署への統合で1減となった。
太字は警視正が署長を務める大規模警察署。

### 名古屋市
名古屋市内の警察署数は16。全16区に1ヶ所ずつある。警察車両のナンバー地名表記は全て「名古屋」である（尾張旭市内のみ尾張小牧ナンバーの区域であるが、名古屋ナンバーの車両が使われている）。
| ※        | 地域 | 警察署名称 | 所在地   | 所在地         | 管轄区域 | 管轄区域                   |
| -------- | ---- | ---------- | -------- | -------------- | -------- | -------------------------- |
| 名古屋   | 尾張 | 千種警察署 | 名古屋市 | 千種区覚王山通 | 名古屋市 | 千種区                     |
| 名古屋   | 尾張 | 東警察署   | 名古屋市 | 東区筒井       | 名古屋市 | 東区                       |
| 名古屋   | 尾張 | 北警察署   | 名古屋市 | 北区田幡       | 名古屋市 | 北区（名古屋飛行場を除く） |
| 名古屋   | 尾張 | 西警察署   | 名古屋市 | 西区天神山町   | 名古屋市 | 西区                       |
| 名古屋   | 尾張 | 中村警察署 | 名古屋市 | 中村区椿町     | 名古屋市 | 中村区                     |
| 名古屋   | 尾張 | 中警察署   | 名古屋市 | 中区千代田     | 名古屋市 | 中区                       |
| 名古屋   | 尾張 | 昭和警察署 | 名古屋市 | 昭和区広路通   | 名古屋市 | 昭和区                     |
| 名古屋   | 尾張 | 瑞穂警察署 | 名古屋市 | 瑞穂区瑞穂通   | 名古屋市 | 瑞穂区                     |
| 名古屋   | 尾張 | 熱田警察署 | 名古屋市 | 熱田区横田     | 名古屋市 | 熱田区                     |
| 名古屋   | 尾張 | 中川警察署 | 名古屋市 | 中川区篠原橋通 | 名古屋市 | 中川区                     |
| 名古屋   | 尾張 | 南警察署   | 名古屋市 | 南区寺部通     | 名古屋市 | 南区                       |
| 名古屋   | 尾張 | 港警察署   | 名古屋市 | 港区入船       | 名古屋市 | 港区                       |
| 名古屋   | 尾張 | 緑警察署   | 名古屋市 | 緑区青山       | 名古屋市 | 緑区                       |
| 名古屋   | 尾張 | 名東警察署 | 名古屋市 | 名東区猪高台   | 名古屋市 | 名東区                     |
| 名古屋   | 尾張 | 天白警察署 | 名古屋市 | 天白区植田南   | 名古屋市 | 天白区                     |
| 名古屋   | 尾張 | 守山警察署 | 名古屋市 | 守山区脇田町   | 名古屋市 | 守山区                     |
| 尾張小牧 | 尾張 | 守山警察署 | 名古屋市 | 守山区脇田町   | 尾張旭市 | 尾張旭市                   |

廃止
- 名古屋水上警察署（港区港町1番9号）- 管轄区域は港区の埋立地と名古屋港海上域。2013年3月31日で廃止となり、港警察署が引き継ぐ。

### 尾張地方
- 名古屋市外の尾張地方の警察署数は16。警察車両のナンバー地名表記は愛知・海部・知多地域が「名古屋」、瀬戸・犬山・小牧・稲沢市周辺地域が「尾張小牧」、春日井市が「春日井」、一宮市が「一宮」である。

| ※        | 地域 | 警察署名称     | 所在地                 | 管轄区域                                                 |
| -------- | ---- | -------------- | ---------------------- | -------------------------------------------------------- |
| 名古屋   | 尾張 | 愛知警察署     | 愛知郡東郷町白鳥       | 豊明市、日進市、長久手市、愛知郡東郷町                   |
| 尾張小牧 | 尾張 | 瀬戸警察署     | 瀬戸市原山町           | 瀬戸市                                                   |
| 春日井   | 尾張 | 春日井警察署   | 春日井市八田町         | 春日井市（小牧基地・名古屋飛行場の各区域を除く）         |
| 尾張小牧 | 尾張 | 小牧警察署     | 小牧市小牧             | 小牧市（名古屋飛行場を除く）                             |
| 春日井   | 尾張 | 小牧警察署     | 小牧市小牧             | 春日井市の一部（小牧基地）                               |
| 尾張小牧 | 尾張 | 小牧警察署     | 小牧市小牧             | 西春日井郡豊山町の一部（小牧基地）                       |
| 尾張小牧 | 尾張 | 西枇杷島警察署 | 清須市西枇杷島町弁天   | 清須市、北名古屋市、西春日井郡豊山町（小牧基地を除く）   |
| 名古屋   | 尾張 | 西枇杷島警察署 | 清須市西枇杷島町弁天   | 名古屋市北区の一部（名古屋飛行場）                       |
| 春日井   | 尾張 | 西枇杷島警察署 | 清須市西枇杷島町弁天   | 春日井市の一部（名古屋飛行場）                           |
| 尾張小牧 | 尾張 | 西枇杷島警察署 | 清須市西枇杷島町弁天   | 小牧市の一部（名古屋飛行場）                             |
| 尾張小牧 | 尾張 | 江南警察署     | 江南市木賀町大門       | 江南市、岩倉市、丹羽郡大口町                             |
| 尾張小牧 | 尾張 | 犬山警察署     | 犬山市松本町           | 犬山市、丹羽郡扶桑町                                     |
| 一宮     | 尾張 | 一宮警察署     | 一宮市本町             | 一宮市                                                   |
| 尾張小牧 | 尾張 | 稲沢警察署     | 稲沢市朝府町           | 稲沢市                                                   |
| 名古屋   | 尾張 | 津島警察署     | 津島市西柳原町         | 津島市、愛西市、あま市、海部郡大治町                     |
| 名古屋   | 尾張 | 蟹江警察署     | 海部郡蟹江町富吉       | 弥富市、海部郡蟹江町・飛島村                             |
| 名古屋   | 尾張 | 半田警察署     | 半田市出口町           | 半田市、知多郡阿久比町・武豊町・東浦町・南知多町・美浜町 |
| 名古屋   | 尾張 | 東海警察署     | 東海市横須賀町天宝新田 | 東海市、大府市                                           |
| 名古屋   | 尾張 | 知多警察署     | 知多市緑町             | 知多市                                                   |
| 名古屋   | 尾張 | 常滑警察署     | 常滑市新開町           | 常滑市（セントレア地区を除く）                           |
| 名古屋   | 尾張 | 中部空港警察署 | 常滑市セントレア       | 常滑市の一部（セントレア地区：中部国際空港島内）         |

廃止
- 名古屋空港警察署（西春日井郡豊山町豊場名古屋空港内）- 管轄区域は豊山町（名古屋空港）。国際線の機能が中部国際空港に移設した事により2005年2月16日で廃止となり、中部空港警察署が引き継ぐ。

### 三河地方
- 三河地方の警察署数は13。警察車両のナンバー地名表記は碧海地域・西尾市・みよし市が「三河」、岡崎市・幸田町が「岡崎」、豊田市が「豊田」、東三河地域が「豊橋」である。

| ※    | 地域   | 警察署名称 | 所在地                     | 管轄区域                                               |
| ---- | ------ | ---------- | -------------------------- | ------------------------------------------------------ |
| 三河 | 西三河 | 刈谷警察署 | 刈谷市寿町                 | 刈谷市                                                 |
| 三河 | 西三河 | 碧南警察署 | 碧南市松本町               | 碧南市、高浜市                                         |
| 三河 | 西三河 | 安城警察署 | 安城市横山町下毛賀知       | 安城市、知立市                                         |
| 三河 | 西三河 | 西尾警察署 | 西尾市寄住町下田           | 西尾市                                                 |
| 岡崎 | 西三河 | 岡崎警察署 | 岡崎市明大寺町銭堤         | 岡崎市、額田郡幸田町                                   |
| 豊田 | 西三河 | 豊田警察署 | 豊田市錦町                 | 豊田市（旧東加茂郡を除く地域）                         |
| 三河 | 西三河 | 豊田警察署 | 豊田市錦町                 | みよし市                                               |
| 豊田 | 西三河 | 足助警察署 | 豊田市岩神町仲田           | 豊田市の一部（旧東加茂郡足助町・下山村・旭町・稲武町） |
| 豊橋 | 東三河 | 設楽警察署 | 北設楽郡設楽町田口字小貝津 | 北設楽郡設楽町・東栄町・豊根村                         |
| 豊橋 | 東三河 | 新城警察署 | 新城市片山字東野畑         | 新城市                                                 |
| 豊橋 | 東三河 | 豊川警察署 | 豊川市諏訪                 | 豊川市                                                 |
| 豊橋 | 東三河 | 蒲郡警察署 | 蒲郡市緑町                 | 蒲郡市                                                 |
| 豊橋 | 東三河 | 豊橋警察署 | 豊橋市八町通               | 豊橋市                                                 |
| 豊橋 | 東三河 | 田原警察署 | 田原市加治町東天神         | 田原市                                                 |

## 歴代警察本部長
| 氏名     | 在任期間                                               | 前職                                                                                                | 後職                                                                |
| -------- | ------------------------------------------------------ | --------------------------------------------------------------------------------------------------- | ------------------------------------------------------------------- |
| 小倉謙   | 1954年（昭和29年）7月1日 - 1955年（昭和30年）10月15日  | 愛知県国家地方警察隊長                                                                              | 警視庁警務部長                                                      |
| 江口俊男 | 1955年（昭和30年）10月15日 -1958年（昭和33年）8月1日   | 静岡県警察本部長                                                                                    | 警察庁警備局長                                                      |
| 長岡篤   | 1958年（昭和33年）8月1日 -1961年（昭和36年）4月1日     | 静岡県警察本部長                                                                                    | 中国管区警察局長                                                    |
| 松本省吾 | 1961年（昭和36年）4月1日 -1962年（昭和37年）8月10日    | 関東管区警察学校長                                                                                  | 中部管区警察局長                                                    |
| 本多武雄 | 1962年（昭和37年）8月10日 -1963年（昭和38年）8月2日    | 警察庁警備局参事官                                                                                  | 皇宮警察本部長                                                      |
| 内海倫   | 1963年（昭和38年）8月2日 -1966年（昭和41年）3月5日     | 警視庁交通部長                                                                                      | 警察庁交通局長                                                      |
| 根本祐彦 | 1966年（昭和41年）3月5日 -1968年（昭和43年）9月10日    | 内閣官房内閣調査室内閣調査官                                                                        | 中部管区警察局長                                                    |
| 門司良弼 | 1968年（昭和43年）9月10日 -1969年（昭和44年）8月30日   | 皇宮警察本部長                                                                                      | 中部管区警察局長                                                    |
| 重光武徳 | 1969年（昭和44年）8月30日 -1971年（昭和46年）1月26日   | 宮城県警察本部長                                                                                    | 皇宮警察本部長                                                      |
| 渡部正郎 | 1971年（昭和46年）1月26日 - 1973年（昭和48年）6月26日  | 警察庁警備局参事官                                                                                  | 警察庁交通局長                                                      |
| 関沢元弘 | 1973年（昭和48年）6月26日 - 1975年（昭和50年）2月21日  | 警察庁警務局首席監察官                                                                              | 近畿管区警察局長                                                    |
| 寺田馨   | 1975年（昭和50年）2月21日 -                            | 警察大学校副校長                                                                                    |                                                                     |
| 寺尾繁   | 1977年（昭和52年）2月18日 -1978年（昭和53年）8月4日    | 新潟県警察本部長                                                                                    | 関東管区警察局長                                                    |
| 中平和水 | 1978年（昭和53年）8月4日 -1979年（昭和54年）8月18日    | 警視庁総務部長                                                                                      | 警察庁刑事局長                                                      |
| 丸谷定弘 | 1979年（昭和54年）8月18日 -1981年（昭和56年）2月21日   | 中部管区警察局総務部長                                                                              | 退職                                                                |
| 山中茂   | 1981年（昭和56年）2月21日 -1982年（昭和57年）8月23日   | 内閣調査官 →警察庁警務局付                                                                          | 退職                                                                |
| 四方修   | 1982年（昭和57年）8月23日 -1984年（昭和59年）2月17日   | 警察庁交通局審議官                                                                                  | 大阪府警察本部長                                                    |
| 佐藤政善 | 1984年（昭和59年）2月17日 -1985年（昭和60年）8月7日    | 茨城県警察本部長                                                                                    | 退職                                                                |
| 於久昭臣 | 1985年（昭和60年）8月7日 -1988年（昭和63年）2月5日     | 警察庁刑事局審議官                                                                                  | 関東管区警察局長                                                    |
| 水町治   | 1988年（昭和63年）2月5日 -1989年（平成元年）8月18日    | 警視庁刑事部長                                                                                      | 警察大学校長                                                        |
| 赤木孝志 | 1989年（平成元年）8月18日 -1991年（平成3年）7月19日    | 警察庁警務局付                                                                                      | 警察庁警務局付 →公安調査庁調査第一部長                              |
| 徳宿恭男 | 1991年（平成3年）7月19日 -                             | 総務庁長官官房交通安全対策室長 →警察庁警務局付                                                      |                                                                     |
| 伊藤一実 | 1992年（平成4年）9月10日 -1994年（平成6年）7月27日     | 警察庁警務局付                                                                                      | 警察大学校長                                                        |
| 吉田正弘 | 1994年（平成6年）7月27日 -1996年（平成8年）8月20日     | 福島県警察本部長                                                                                    | 警察大学校長                                                        |
| 漆間巌   | 1996年（平成8年）8月20日 - 1999年（平成11年）1月8日    | 警察庁長官官房審議官（交通局担当）                                                                  | 警視庁副総監                                                        |
| 古賀光彦 | 1999年（平成11年）1月8日 -2001年（平成13年）4月6日     | 千葉県警察本部長                                                                                    | 警察大学校長                                                        |
| 近石康宏 | 2001年（平成13年）4月6日 -2002年（平成14年）8月23日    | 警視庁警備部長                                                                                      | 警察庁刑事局暴力団対策部長                                          |
| 和田康敬 | 2002年（平成14年）8月23日 -2004年（平成16年）5月14日   | 警視庁警備部長                                                                                      | 警察大学校特別捜査幹部研修所長 兼警察庁長官官房審議官（刑事局担当） |
| 宮本和夫 | 2004年（平成16年）5月14日 - 2005年（平成17年）10月24日 | 警視庁組織犯罪対策部長                                                                              | 警察庁長官官房首席監察官                                            |
| 山本博司 | 2005年（平成17年）10月24日 -2007年（平成19年）8月24日  | 警察共済組合本部理事 →警察庁長官官房付                                                              | 四国管区警察局長                                                    |
| 松尾庄一 | 2007年（平成19年）8月24日 -2008年（平成20年）8月21日   | 警察庁長官官房政策評価審議官                                                                        | 近畿管区警察局長                                                    |
| 神山憲一 | 2008年（平成20年）8月21日 -2010年（平成22年）1月18日   | 警察共済組合本部事務局長                                                                            | 警察大学校副校長兼警察庁長官官房審議官（刑事局担当）                |
| 河辺有二 | 2010年（平成22年）1月18日 -2012年（平成24年）8月7日    | 内閣官房内閣参事官・内閣情報調査室                                                                  | 警察庁長官官房審議官（警備局担当）                                  |
| 沖田芳樹 | 2012年（平成24年）8月7日 -2014年（平成26年）1月22日    | 警察庁長官官房審議官（警備局担当）                                                                  | 警察庁長官官房総括審議官                                            |
| 木岡保雅 | 2014年（平成26年）1月22日 -2015年（平成27年）8月7日    | 自動車安全運転センター理事 →警察庁長官官房付                                                        | 東北管区警察局長                                                    |
| 桝田好一 | 2015年（平成27年）8月7日 -2017年（平成29年）8月4日     | 内閣官房内閣審議官＝内閣情報調査室 兼内閣情報調査室カウンターインテリジェンス・センター副センター長 | 警察庁交通局長                                                      |
| 加藤達也 | 2017年（平成29年）8月4日 -2019年（令和元年）8月20日    | 警察庁警備局外事情報部長                                                                            | 退職                                                                |
| 後藤和宏 | 2019年（令和元年）8月20日 - 2021年（令和3年）10月19日  | 警察庁長官官房首席監察官                                                                            | 中部管区警察局長                                                    |
| 國枝治男 | 2021年（令和3年）10月19日 - 2022年 (令和4年) 10月21日  | 東京都都民安全推進本部長                                                                            | 警察庁長官官房付→退職                                               |
| 鎌田徹郎 | 2022年 (令和4年) 10月21日 -2025年（令和7年）1月27日    | 警察庁長官官房審議官(刑事局・犯罪収益対策担当)兼生活安全局付                                        | 警視庁副総監                                                        |
| 佐藤隆司 | 2025年（令和7年）1月27日 -                             | 警察庁警備局付                                                                                      |                                                                     |

## 広報活動
- 話題になったTVCMの放送をはじめとする広報活動が行われている。

### CM
- 2002年に都道府県警察としては日本で初めて、テレビコマーシャルを制作した。
- 2002年には飲酒運転撲滅を狙って、愛知県出身の俳優の渡辺哲を居酒屋店主に見立て、居酒屋の雰囲気をバックに「一杯でも30万円!!」（飲酒運転の当時の罰金額）と大見出しの載ったポスターを制作し大きな反響を呼んだ。

### 広報番組
現在
- アイチ☆ポリス SEASON3（2012年8月より名古屋テレビ放送 (メ～テレ)にて週1回放送。愛知県警察の企画協力を得て、市民の防犯意識を高める為に防犯対策の実例をドラマ仕立てで紹介する。
『アイチ☆ポリス SEASON3』からはSKE48のメンバーが、安心・安全な暮らしのポイントを学ぶスタイルになっている。

以下は全てラジオ放送。この他、不定期ではあるが、在名民放テレビ各局で愛知県警が協力する番組が放送される事がある。
△＝愛知県警職員（担当職員は不定期で交代する）が登場する。
- △ 愛知県警だより（CBCラジオ。とくモリ!内で毎週月・水・金の12時7分頃～約1分30秒程度）
- △ 県警インフォメーション（東海ラジオ。○○県警便り同様に、近隣の岐阜県警・三重県警の情報を伝えている。放送番組の移り変わり：2COOL![注 2]→かにタク言ったもん勝ち[注 3]）
- △ セーフティーメッセージ（東海ラジオ。広報番組扱いではないが、上記2つに出演する職員とは異なる愛知県警職員が交通安全に関する啓発メッセージや、愛知県警が関連するイベントの告知を行っている。
現在は安蒜豊三 夕焼けナビの16時台・17時台に放送）
- △ Save the Safety Life[注 4]

過去
- △ ○○県警便り（東海ラジオ。近隣の岐阜県警察・三重県警察とともに日替わりで担当していたが、愛知県警が2日間担当していた。放送番組の移り変わり：美味時間[注 5]）
- 特捜指令!アイチ★ポリス（2011年7月より12月まで名古屋テレビ放送 (メ～テレ)にて週1回放送。内容は「アイチ★ポリスAAA」とほぼ同じ。出演は石川梨華、岡井千聖（℃-ute）他）

### イベント・その他
- ふれ愛フェスタ

オアシス21で開催。
- 2003年春から1年間、名古屋鉄道の3100系・3700系電車にパトカーを模したラッピング広告を施して運行していた。現在は豊橋鉄道東田本線（路面電車）で、モ800形電車に同様のラッピングを施して運行している。
- 2020年10月、それまで県警高速隊で運用されていた三菱・GTO（1997年導入）のパトカーを広報課に移管。車体の老朽化などを理由に廃車となる予定だったが、広報課からの要望によりPR用の車両として存続が決定したものである[3]。

## その他
- 1970年まで、全国的にも極めて珍しい県民指紋制度が存在した。
- 中部国際空港の開港や愛・地球博開催を控えた2005年より、警察車両であることを外国人にも明確にするため、パトカーの側面に白抜きで「POLICE」の文字を入れる（1999年に鹿児島県警察が先にこれを行っている。その後警視庁・千葉・神奈川・山梨・静岡・京都・徳島・広島・福岡・沖縄にも波及したが、現在は47すべての都道府県に導入済み）。
- 2007年5月17日 長久手発砲立てこもり事件 - 愛知県愛知郡長久手町（現・長久手市）で起きた元暴力団組員による発砲立てこもり事件は、事件発生から逮捕まで29時間にも及び、殉職者1名（特殊急襲部隊 (SAT) 隊員。同隊出動中初の殉職者）、負傷者2名を出した。同年9月7日新型防弾チョッキを導入。
- 2024年3月19日より運転免許の更新が予約制となる。対象は優良・一般・違反・初回(西警察署・港警察署および幹部交番は優良のみ)で高齢者講習受講済みの者は予約不要。

## 事件や諸問題

### 不祥事

#### 2010年代
- 2010年5月 - 岡崎市立図書館の蔵書検索システムにアクセス障害が発生し、利用者の一人が逮捕された事件。システム障害の原因が図書館側のシステムの不具合であったにもかかわらず、不十分な捜査により利用者の誤認逮捕に至った（岡崎市立中央図書館事件）。
- 2012年7月 - 交通部運転免許課の50歳の巡査部長が、名古屋第2環状道路を自分の自動車で走行中に、並走していた車に対して、運転者に拳銃の形をした催涙スプレーを突き付け、また車内に拳銃を隠し持っていたなどとして脅迫や銃砲刀剣類所持等取締法違反の疑いで逮捕された。また、その際、車内からは偽札（一万円札8枚）も発見され、この巡査部長は2004年頃にも、県警宿舎の自室で偽札11枚を作成していたとして、通貨偽造罪で再逮捕された[4][5]。2013年3月1日、脅迫や銃刀法違反（加重所持）などの罪に問われた元男性巡査部長（懲戒免職）に対し、名古屋地方裁判所は懲役4年6月（求刑懲役6年）の実刑を言い渡した[6]。

- 2013年9月19日 - 刑事部捜査第一課課長補佐の警部が風俗店経営者や弘道会関係者に捜査情報を漏洩した容疑で逮捕された（愛知県警警部脅迫事件）[7]。
- 2014年9月17日 - 瀬戸市の山中に、守山警察署が捜査中の窃盗事件の証拠品などが多数含まれた物品が放棄されているのが発見された。県警は、捜査に関わった警察官が故意に投棄した可能性が高いと見ている[8]。
- 2014年12月22日 - パトカーでトラックを当て逃げしたとして、愛知県警が道路交通法違反容疑で、西枇杷島警察署地域課の男性巡査部長を書類送検した[9]。
- 2015年6月23日 - 千葉県佐倉市下志津原の市道交差点で、組織犯罪対策局国際捜査課の巡査長の乗用車が、近くの高校1年男子生徒の自転車に衝突、生徒が頸椎骨折などの重傷を負った[10]。
- 2018年6月 - 鉄道警察隊が「痴漢撲滅キャンペーン」のポスター表現（「あの人、逮捕されたらしいよ。」）について、「無罪推定の原則」を無視して司法手続きなく、逮捕だけで有罪との誤解を招き、人権侵害にも当たるとの弁護士からの批判がある[11]。
- 2019年4月11日 - 津島警察署地域課の男性巡査長（30歳）が、2014年1月、春日井市内で起きた事故の相手方の損害保険会社に、「休業損害賠償金」を水増しして請求。2017年9月に7万5千円をだまし取ったとして、2019年3月に逮捕、起訴された。また津島市内で自分の車が追突されたが、事故以外で負ったけがも含めて相手方の損害保険会社に申告し、2018年6月、治療費約1,400円を病院へ支払わせた疑いで追送検された。県警は4月11日、男性巡査長を懲戒免職処分とした[12]。2020年7月31日、名古屋地方裁判所は元男性巡査長に対し、懲役10ヵ月（執行猶予3年）の有罪判決を言い渡した[13]。

#### 2020年代
- 2020年
  - 3月 - 北警察署地域課の男性巡査（23歳）が2019年9月、SNSで知り合った少女（15歳）が18歳未満と知りながら、愛知県内のホテルでわいせつな行為をしたとして3月19日、男性巡査を書類送検し、停職1ヵ月の懲戒処分とした。男性巡査は同日付で依願退職[14]。
  - 2020年4月 - 広報課の公式Twitterで、2019新型コロナウイルスに関して「深く息を吸って10秒我慢し、 咳や息切れが無ければ、感染の可能性は低い」など誤った内容を投稿していたことが判明。投稿の3時間半後には「不正確な情報をつぶやいてしまい、申し訳ありませんでした」などと謝罪文を掲載したものの、元の投稿は広範囲に拡散されている[15]。
  - 7月 - 組織犯罪対策局捜査第四課の男性巡査部長（36歳）が暴力団関係者に捜査情報を漏らしたとして、3日、地方公務員法（守秘義務）違反の疑いで男性巡査部長を書類送検、停職3ヵ月の懲戒処分とした。漏えい先の暴力団関係者の男性も同法違反教唆容疑で書類送検した。男性巡査部長は同日付で依願退職[16]。
  - 7月30日 - 豊田警察署地域課の男性巡査長（30代）が、名古屋市中区の路上で、6月18日、面識のない女性にみだらな言葉をかけるなどした疑いと自身のわいせつな動画をインターネット上の販売サイトに掲載した疑い。7月30日、県警は男性巡査長を県迷惑行為防止条例違反とわいせつ電磁的記録陳列の疑いで、書類送検。懲戒処分を受け、男性巡査長は同日付で依願退職[17]。
  - 9月29日 - 豊橋警察署の男性巡査部長（46歳）が駐車中の軽乗用車内で、女子学生（10代後半）に抱き付き、胸を触るなどした。県警によると、2人の間に金銭の授受はなく、男性巡査部長は「好みのタイプなので、声を掛けた」などと話したという。同日夜、女子学生から話を聞いた家族が110番して発覚した。12月18日、県警は男性巡査部長を強制わいせつ容疑で書類送検。男性巡査部長は「自分の性欲を満たし、ストレスを発散したかった」などと容疑を認め、同日付で依願退職[18]。
- 2021年
  - 1月22日（処分日） - 熱田警察署の男性巡査長（41歳）が、2020年11月15日午後7時ごろ、交番の待機室で、同僚の男性巡査（20代）に弾を抜いた上、拳銃を向けたとされる。約2メートル離れた場所から約3秒間、銃口を巡査の胸に向けた。男性巡査長は指導中で「感情が高ぶり、指導にインパクトを持たせるためだった」と供述。県警は、警察官職務執行法に基づく拳銃の使用要件に該当しないため、銃砲刀剣類所持等取締法違反に当たると判断し、2021年1月22日、男性巡査長を銃刀法違反（拳銃所持）容疑で書類送検し、停職3ヵ月の懲戒処分とした。男性巡査長は同日付で依願退職[19][20]。
- 2022年
  - 3月24日（処分日）- 犬山警察署地域課の男性巡査部長（56）が、2020年5月ごろ～21年11月下旬ごろまでの間、交番の待機室などで5回にわたり、壁やテレビに向けて、拳銃を弾の入っていない状態で撃つ「空撃ち」をしたり、銃口を向けたりした。男性巡査部長は「自分のための練習と、若手警察官に拳銃使用の重要性を指導するためにやった」と容疑を認めている。24日、男性巡査部長を銃刀法違反（所持）の疑いで書類送検し、減給10分の1（3カ月）の懲戒処分とした。男性巡査部長は同日付で依願退職[21]。
  - 3月28日、組織犯罪対策局捜査第四課長の警視（59）が、JR東海道線の車内で女子高校生の胸や太ももなどをスマートフォンで盗撮したとして、県迷惑行為防止条例違反（ひわいな言動）の現行犯で逮捕された。乗り合わせた男性会社員らが南大高駅に停車したところで取り押さえ、駅員に引き渡した[22][23]。4月28日、県警は警視を停職3カ月の懲戒処分とし、警視は同日付で依願退職した。県警の調査に「ストレスがあった。足のきれいな女性を撮影して欲求を満たしたかった」などと説明しており、約2年前から20回ほど撮影したという[24]。
  - 10月5日、2020年4月6日に名古屋市天白区でスピード違反車両を追跡するパトカーが赤信号の交差点に突入、青信号で進行中のワゴン車と衝突する事故があり、その損害賠償を求める裁判でパトカーがサイレンを鳴らしていたかどうかが争点となっていた問題で、愛知県警の敗訴が確定[25][26]。県警側は、被疑者でもあった運転手警察官が事故翌日の実況見分でサイレンを鳴らしていたと主張、パトカーのドラレコには音声ファイルがなかった件に関し、監察官室配属の警察官で被告側指定代理人でもあった人物名義の報告書で「録音機能は使用していなかったので最初から音声ファイルは無い」と主張していた。ところが裁判所がバイナリデータを確認してデータが「整いすぎている」と疑問視。裁判所において愛知県側に人為的な消去等について釈明を求めたところ、愛知県側はサイレンを鳴らしていなかったと認めるに転じ、提起済みの反訴も取り下げ、０：１００を争わない姿勢に転じた。2023年7月25日時点において、愛知県警側は、音声ファイルを消去したのが誰なのか、また、どのような経緯で削除されるに至ったのかを公表しておらず、その件に関し処分も行われていない[27]。
  - 12月4日、岡崎警察署の留置保護室で43歳の男性が息をしていない状態で見つかり、搬送先の病院で約1時間後に死亡が確認された。複数の警察官による暴行の疑いや不明確な死亡原因など、特別公務員暴行陵虐罪に関わる多くの問題点が指摘される[28][29]。12月16日夜、愛知県警は特別公務員暴行陵虐の容疑で岡崎署を家宅捜索し、保護室を映した映像や留置管理業務の資料などおよそ40点を押収した。また署の幹部を含む複数の署員が男性を足で蹴るような様子などが保護室の監視カメラに映っていたという[30]。2023年12月1日、業務上過失致死と特別公務員暴行陵虐などの容疑で、担当していた警務課長代理の男性警部（46）ら9人を書類送検した。署長の警視正（60）を減給100分の10（3カ月）とするなど、過去最多となる計27人を処分したと発表した。警部と署長は同日付で依願退職した。署長は男性の勾留中、一度も留置場を巡視しておらず、決裁を副署長（59）に任せていた。監督責任も問われ、警部に次ぐ重い処分となった[31]。2024年2月28日、名古屋区検は元警部を業務上過失致死罪で略式起訴した[32]。名古屋簡裁は29日付で元警部に罰金80万円の略式命令を出した[33]。

### 県警関係者による新型コロナウイルスの集団感染
- 2020年（令和2年）
  - 4月2日、愛知県内で男女5人が感染。江南市の男性と名古屋市の男性は県警の機動隊員で、同市港区の県武道館で剣道の稽古をしていた。稽古などで2人と接触した計49人を自宅待機とした[34]。
  - 4月4日、県と市は、新たな感染者12人を発表した。うち男性7人は県警の警察官で、1日に感染の県警機動隊員と武道館で剣道の稽古をしていた。また、県が発表した土岐市の女性2人も県警の警察官の家族である[35]。
  - 4月5日、愛知県警はこれまでに警察官15人とその親族3人の感染が判明したと発表した。警察官はいずれも県武道館で剣道の稽古をしていた[36]。